# Maor Kandil
Maor Kandil (in ebraico מאור קנדיל‎?; Tel Aviv, 27 novembre 1993) è un calciatore israeliano, difensore del Maccabi Haifa.

## Palmarès

### Club

#### Competizioni nazionali
- Campionato israeliano: 2

Maccabi Tel Aviv: 2018-2019, 2019-2020
- Coppa di Israele: 1

Bnei Yehuda: 2016-2017
- Coppa Toto: 1

Maccabi Tel Aviv: 2018-2019
- Supercoppa d'Israele: 2

Maccabi Tel Aviv: 2019, 2020